# Siv Friðleifsdóttir
Siv Friðleifsdóttir, née le 10 août 1962 à Oslo, est une femme politique islandaise. 

## Biographie
Elle grandit en partie en Norvège, où elle passe presque chaque été près de l'Oslofjord avec ses grands-parents . Elle est membre de l'Althing pour le Parti progressiste (circonscription de Reykjanes) de 1995 à 2013 et représente la circonscription du sud-ouest de l'Islande de 2003 à 2013. Elle est présidente du groupe parlementaire du Parti progressiste de 2007 à 2013. Elle est ministre de la Santé et de la Sécurité sociale de 2006 à 2007 dans les gouvernements Ásgrímsson (2e remaniement) et Haarde, ministre de l'environnement et ministre de la coopération nordique dans les gouvernements de Davíð Oddsson III et IV, de 1999 à 2004.
L'un de ses faits d'arme politiques est de rendre illégale le fonctionnement des clubs de strip-tease (et des stripteaseuses) en Islande,. L' industrie du sexe islandaise est fermée le 30 juillet 2010. En vertu de la loi de Siv, l'Islande est le premier pays européen à interdire les clubs de strip-tease.  